# 呂東杰
呂東杰（1968年10月3日—）是一名臺灣桃園市的政治人物，在台中縣潭子鄉出生，曾開業當老闆；現為全職農夫，力行自然農法，在大溪區種水稻。現任臺灣綠黨中央執行委員，2013年加入臺灣綠黨擔任中執委，2014年九合一選舉代表臺灣綠黨擬參選第一屆桃園市市長。呂東杰長期關心環境議題，擔任荒野保護協會講師，持續追蹤龍潭核廢料污染，並以「公民支持」方式參選，選舉經費、保證金都要發起小額募款，選戰策略不會把對手當敵人、揭瘡疤，透過政見來爭取民眾認同。
呂東杰接受台灣環境資訊協會《2014選舉×環境專題》專訪，表示：「台灣的選舉是有錢人的遊戲」、「許多政見和政策都只做表面工夫」...相信很多人都會同意這些說法。但你可曾進一步想過，為什麼非得如此？是否真得如此？不合理的話為什麼不能挑戰？執政後要在桃園13區推動各區共治委員會，由熱心公眾事務的公民組成。參與者不需要特別背景，也無層級之分，而這些委員會就等於是他的執政團隊。地區事務皆由共治委員會自行決定、推行，市政府則配合協助，落實去中央化的自治精神。「這樣才是拆政府，拆完之後才能運作」。「我相信就算不開發（航空城），也絕對可以提升當地經濟，並且是讓在地居民獲利。」呂東杰參考日本釧路機場以專車連結釧路濕地、推動丹頂鶴生態觀光的作法，提出以許厝港濕地連結臺灣桃園國際機場的構想。只要做好總量管制、生態補償和交通動線的規劃，推動空港－濕地的生態觀光不只能發展在地特色、提升在地經濟，而且錢和土地都留在居民手上，不會被財團拿走。
2014年9月，因無法湊足保證金新台幣200萬元，呂東杰宣布退選，並把募得的捐款還給捐款者。

## 2014年桃園市長選舉
| 號次 | 候選人 | 職業                         | 得票數  | 得票率 | 結果 |
| ---- | ------ | ---------------------------- | ------- | ------ | ---- |
| 1    | 鄭文燦 | 民主進步黨桃園縣黨部主任委員 | 492,414 | 51.00% | 當選 |
| 2    | 吳志揚 | 現任桃園縣縣長               | 463,133 | 47.97% | －   |
| 3    | 許睿智 | 自由業                       | 9,943   | 1.03%  | －   |
|      |        | 農夫                         | －      | －%    | 退選 |

1. ↑  《首屆桃園市長選舉》稻農呂東杰 爭取綠黨提名 （页面存档备份，存于），自由時報，2014年5月3日
2. ↑  呂東：以平民之力，顛覆台灣政治亂象 （页面存档备份，存于），台灣環境資訊中心，2014年9月10日
3. ↑  綠黨呂東退選桃園市長 （页面存档备份，存于），中央通訊社，2014年9月5日